# Cyia Batten

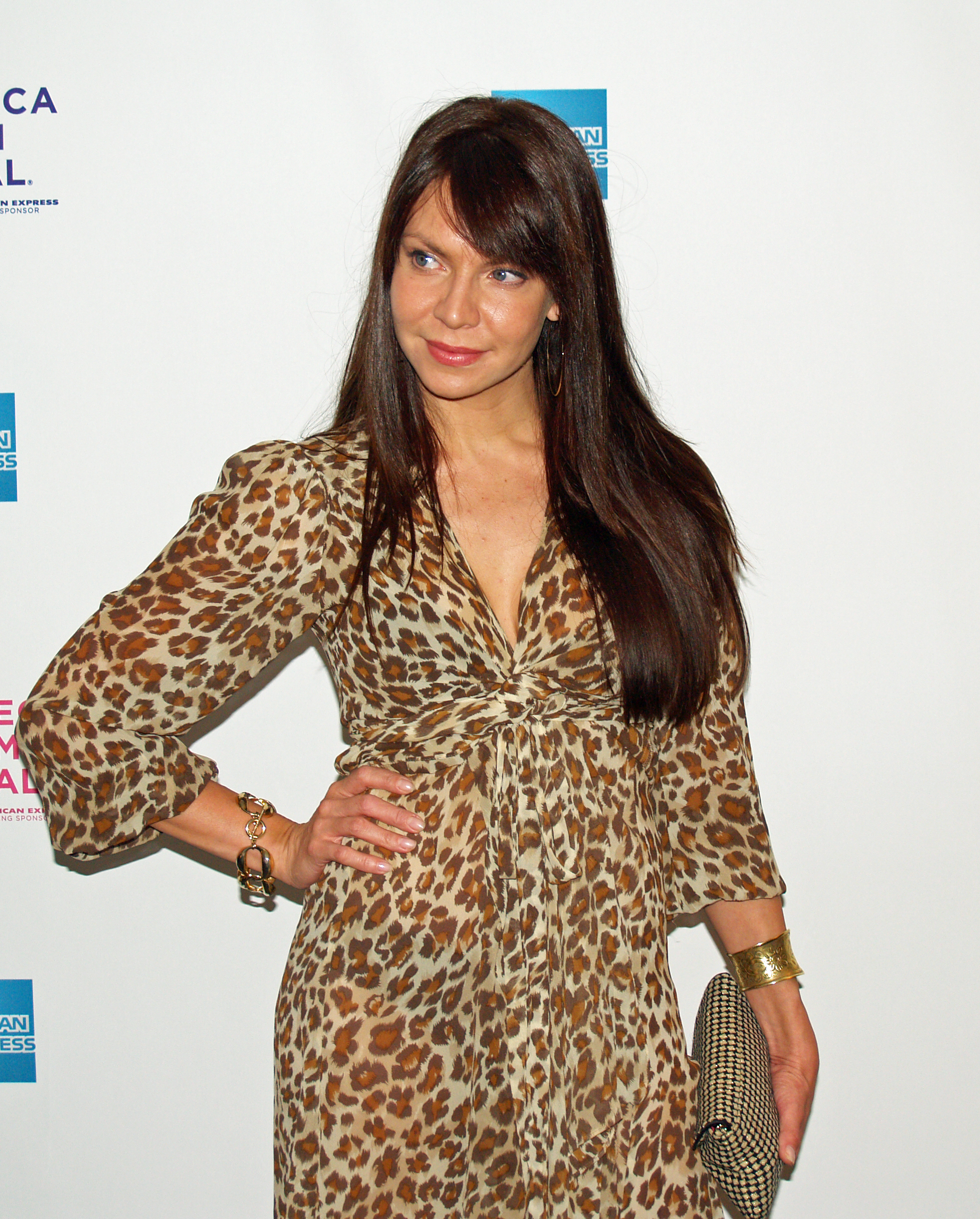
Cyia Batten, 2008

Cyia Batten (* 26. Januar 1972 in Locust Valley, New York) ist eine US-amerikanische Schauspielerin, Tänzerin und ein Model.

## Leben
Batten arbeitete als professionelle Tänzerin für verschiedene Projekte, wie zum Beispiel bei den Pussycat Dolls und trat auch im Teatro Comunale di Firenze auf.
Ihren ersten Fernsehauftritt hatte sie 1995 in der Serie Foxy Fantasies. Im Star-Trek-Universum spielte sie als erste von drei Schauspielerinnen Gul Dukats Tochter Tora Ziyal in zwei Folgen von Star Trek: Deep Space Nine (1995–1996) sowie die Irina in der Star Trek: Raumschiff Voyager-Folge Das Rennen (2000) und die Orionerin Navaar in der Folge Die Verbindung der Serie Star Trek: Enterprise (2005). Andere Gastrollen spielte sie in Fernsehserien wie etwa Pretender (1997), Profiler (1999), X-Factor: Das Unfassbare (2000), Nash Bridges (2000), Die einsamen Schützen (2001), CSI: Den Tätern auf der Spur (2003), Studio 60 on the Sunset Strip (2006–2007) und Nip/Tuck – Schönheit hat ihren Preis (2009).
Ihren ersten Filmauftritt hatte sie 1995 in Das Zeitexperiment. Weitere Filme, in denen sie spielte, sind unter anderem Out of Control – Gefährliche Begierde (1997), At Any Cost (2000), Cookers (2001), American Crime (2004), The Glass House 2 (2006), Suspect (2007), Der Krieg des Charlie Wilson (2007) und Killer Movie (2008).
2005 gewann sie auf dem Screamfest den Festival Trophy Award als beste Schauspielerin für ihre Rolle im Film Cookers, in welchem sie eine Crystal Meth abhängige Prostituierte spielt. Ebenfalls bekannt ist sie als Model und für ihre eigene Schmuck-Marke T. Cyia, welche sie zusammen mit Tim McElwee besitzt. Mit ihm zusammen hat sie auch einen Sohn.

## Filmografie (Auswahl)

### Filme
- 1995: Das Zeitexperiment (W.E.I.R.D. World, Fernsehfilm)
- 1996: Kalifornia Nightmare (Fernsehfilm)
- 1997: Out of Control – Gefährliche Begierde (Sins of the Mind, Fernsehfilm)
- 1998: Senseless
- 1999: Black and White – Gefährlicher Verdacht (Black and White)
- 2000: At Any Cost (Fernsehfilm)
- 2001: Cookers
- 2002: Super süß und super sexy (The Sweetest Thing)
- 2003: 3 Engel für Charlie – Volle Power (Charlie's Angels: Full Throttle)
- 2004: American Crime
- 2006: The Glass House 2
- 2006: Texas Chainsaw Massacre: The Beginning
- 2007: Suspect (Fernsehfilm)
- 2007: Der Krieg des Charlie Wilson (Charlie Wilson's War)
- 2008: Killer Movie

### Fernsehserien
- 1995: Foxy Fantasies (eine Folge)
- 1995–1996: Star Trek: Deep Space Nine (2Folgen)
- 1997: Pretender (eine Folge)
- 1998: Palm Beach-Duo (eine Folge)
- 1999: Profiler (eine Folge)
- 1999: Popular (eine Folge)
- 2000: X-Factor: Das Unfassbare (Beyond Belief: Fact or Fiction, eine Folge)
- 2000: Star Trek: Raumschiff Voyager (Star Trek: Voyager, Folge 7x03: Das Rennen)
- 2000: Nash Bridges (eine Folge)
- 2001: Die einsamen Schützen (The Lone Gunmen, eine Folge)
- 2002: New York Cops – NYPD Blue (NYPD Blue, eine Folge)
- 2003: The Guardian – Retter mit Herz (The Guardian, eine Folge)
- 2003: CSI: Den Tätern auf der Spur (CSI: Crime Scene Investigation, eine Folge)
- 2003: Strong Medicine: Zwei Ärztinnen wie Feuer und Eis (Strong Medicine, eine Folge)
- 2005: CSI: NY (eine Folge)
- 2005: Star Trek: Enterprise (Folge 4x17: Die Verbindung)
- 2006: CSI: Miami (eine Folge)
- 2006–2007: Studio 60 on the Sunset Strip (2 Folgen)
- 2007: Crossing Jordan – Pathologin mit Profil (Crossing Jordan, eine Folge)
- 2009: Nip/Tuck – Schönheit hat ihren Preis (Nip/Tuck, eine Folge)
- 2013: Navy CIS: L.A. (NCIS: Los Angeles, eine Folge)

## Auszeichnungen
- 2005: Festival Trophy Award (Screamfest) als beste Schauspielerin für Cookers[1]